# Thomas Rupert Jones
Thomas Rupert Jones (Cheapside, Londres, 1 d'octubre de 1819 − Chesham Bois, Buckinghamshire, 13 d'abril de 1911) va ser un geòleg i paleontòleg anglès.

## Biografia
Thomas Rupert Jones nasqué a Cheapside, fill de John Jones, un mercader de seda, i de Rhoda (nascuda Burberry) Jones de Coventry. Va ser durant els seus estudis a una escola privada d'Ilminster que començà a interessar-se a la geologia i sobretot als fòssils que trobava abundantment a dintre de roques de lias. El 1835, treballà com a aprenent de cirurgià a Taunton i completà la seva formació a Newbury (Berkshire) el 1842. Practicà a Londres fins a 1849 abans d'esdevenir assistent del secretari de la Societat geològica de Londres.
En 1862, entrà com a professor de geologia a l'Acadèmia reial militar de Sandhurst. S'hi dedicà a l'estudi del microzoaris fòssils i ben aviat arribà a ser l'especialista més prestigiós dels foraminífers i dels entomostraca de Gran Bretanya.
Jones també desenvolupà una tasca important pel que fa a l'edició de llibres; així feu publicar la segona edició de Medals of Creation el 1854, la tercera edició de Geological Excursions round the Isle of Wight (1854) i la setena edició de Wonders of Geology (1857) de Gideon Mantell (1790-1852), i també la segona edició de Geology of Sussex (1878) de Frederick Dixon (1799-1849). Fou acceptat com a membre de la Societat Reial el 1872 i rebé la medalla Lyell de la Societat geològica el 1890.
Jones es va interessar també durant molts anys a la geologia d'Àfrica del Sud. Entre les seves publicacions, convé citar A Monograph of the Entomostraca of the Cretaceous Formation of England; A Monograph of the Tertiary Enlomostraca of England; A Monograph of the Fossil Estheriae; A Monograph of the Foraminifera of the Crag amb Henry Bowman Brady (1835-1891). Signà també nombrosos articles a les Annals and Magazine of Natural History, Geological Magazine, Proceedings of the Geologists Association i també diverses altres publicacions.